# 輪行

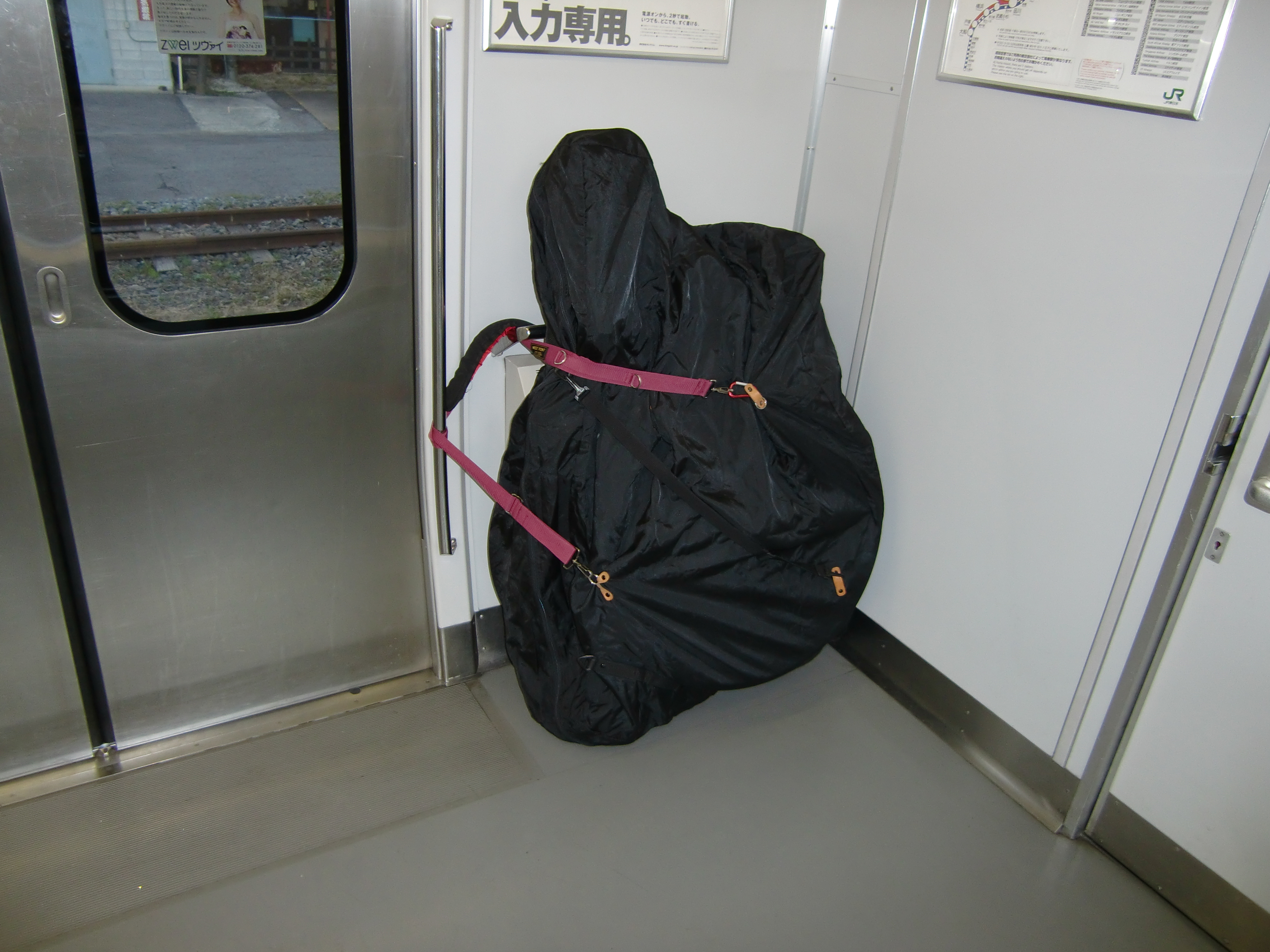
輪行の例。通勤電車の場合、分解した自転車を専用の袋に詰め、先頭車両運転席後ろ等に括り付けて移動する。

輪行（りんこう）とは、公共交通機関（鉄道 - 船 - 飛行機など）を使用して、自転車を運ぶこと。サイクリストや自転車旅行者が、行程の一部を自走せず省略するために使う手段。公共交通機関を利用しない自走以外の移動（例えば自家用車積載）は輪行とは呼ばない。
狭義では自転車を分解してケースに入れて公共交通機関で運ぶ行為を輪行と言う。この場合はサイクルトレインにそのまま自転車を積載することは輪行と呼ばない。

## 概要
公共交通を利用する理由としては以下のような点があげられる。
- 走行コースが周回ルートを取らないように設定できる。
- 同じ期日で自走より遠方に移動できる。
- 道路が通行止、自転車通行禁止となっている区間を避けられる。
- 旅程のなかで気象・日没・道路状況・体調・けが等により自走が危険、あるいは楽しくないルートを回避できる。駅があればどこでも走行を中止して帰投できる。
- 自転車が故障した場合。
- 公道走行を禁じられている自転車の場合。（競技場やタンデム車の走行が許されている県までの移動など）
- 目的地が離島であり、そこに通じる道路や橋が存在しない場合。

許可条件
- 自転車の分解（少なくとも折りたたむか、ホイールを取り外す）。（渡し舟、一部のロープウェイ等で自転車が走行可能な状態では輪行とはみなされない。）
- 乗員による持ち込み。（鉄道利用時に自転車の乗員に限り許される）
- 専用の袋に収納する。

語源は、競輪の選手が競輪場まで電車にてレースに参加することを、電車で行く＝「輪行」と称していたことに由来する。競技場への移動は主に列車を使ったが、その際に分解して袋に入れれば有料手回り品扱いとするという取り決めがされた。この自転車収納用の袋を業者が「輪行」にちなんで「輪行袋」と言う名前で呼び、やがて輪行袋を使用する事を「輪行」と言うようになった。
スポーツ自転車の多くは、パンク修理などの整備の利便性のため車輪の着脱が容易となっている（クイックリリース）ため、輪行時の分解組立も簡単になっている。また、折り畳み自転車も分解が必要なく、折り畳みや組立てに工具が不要で、輪行に適する。ただし、持込規格に合わせたり可搬性を重視するため、小径タイヤを採用するものが多く、中長距離のサイクリングには不利であるほか、車種によっては折り畳みの方法やサイズ・重量にかなり差があり、全てが輪行に向くわけではない。輪行する場合、多くは少し高価でも小さく畳め、軽量なタイプの折り畳み自転車か、元々分解しやすい構造であるロードバイクなどを使用している。トラックレーサー（競輪用自転車）も、分解が容易な構造になっている上、競技の特性上、軽量である。
自転車の分解手順は車種によって異なるが、多くの場合は車輪とフレームに分割、一まとめにして梱包する。大別して、リアエンドを下 - 前部を上にして収納する「縦式」と、サドルを下にして収納する「横式」がある。ロードバイクの輪行は、分解組み立てに伴う調整が必要な個所が特になく、前後のホイールをクイックレバーで外すだけで収納できるので、容易である。
自転車の種類によらず分解・組み立てには少々の慣れを要する。
駅構内など輪行袋に入れた自転車を担いで移動する場面も多く、自転車を含めた荷物全体の小型軽量化が重視されるとともに、輪行を前提とした車種の選択、輪行に適した装備、輪行のために走行性能の犠牲を最小限に抑えるなどの他、輪行袋内の自転車を保護する方法等、輪行のノウハウが形成されている。
以下、特に注記がない場合、日本の公共交通機関を利用する輪行を中心に述べる。
輪行は競技自転車選手および自転車愛好家で用いられる用語である。運送主体となる旅客運輸業者各社の運送約款および営業規則には「輪行」という表現はない。大概の自転車は分解しても旅客運輸業者が定める「手回り品」の規格を上回るが、特例として袋に入った自転車は「手回り品」として認められている。現在JR各社などでは競輪選手対象には別の条件を定めている。
日本の公共交通機関には、サイクルトレインを除いて、走行可能な形状（完成車）のまま自転車を持ち込めないため、分解し、専用の輪行袋に収納して持ち込む。輪行袋は数千円 - 1万円程度で、競技用自転車専門店などで購入可能。

## 鉄道による輪行
輪行でよく使われるのが鉄道である。次節に述べる歴史的経緯から、JRグループとそれ以外の鉄道会社では取扱が異なることがある。手回り品の取扱規則は、各社の旅客営業規則等に定められている。

### 歴史
かつて、交通機関として自転車と電車は競合するとして、競技の道具と明確化できるアマチュア登録選手、競輪選手にしか輪行が許可されなかったが、日本サイクリング協会が「趣味としてのサイクリング用」として認知させることで一般サイクリストにも道を拓いた。1970年3月10日から日本サイクリング協会会員のみ許可され（会員証提示）、更に帆布製の輪行袋を使用する事が義務づけられていた。1984年10月1日からは会員証提示を廃止し一般サイクリストにも対象を広げ、有料手回り品扱いとなった。
そして運輸省（当時）からの通達を受け、1999年1月1日以降、JRと営団地下鉄（現東京メトロ）については、手荷物料金が不要となり、自転車を無料で持ち込めるようになった。一方で、私鉄は、手荷物料金が必要な事業者と無料の事業者に対応が分かれている。

### JRグループの場合
JR東日本の場合、旅客営業規則には、「列車の状況により、運輸上支障を生ずるおそれがないと認められるときに限り、3辺の最大の和が、250センチメートル以内のもので、その重量が30キログラム以内のもの」且つ「自転車にあっては、解体して専用の袋に収納したもの又は折りたたみ式自転車であって、折りたたんで専用の袋に収納したもの」は無料で車両に持ち込むことが出来るとされている。ただし、競輪選手の使用する競輪用自転車については、有料手回り品となり、手回り品切符を購入の上、輪行袋に添付しなければならない。他のJR各社もこれに準じる。
2013年頃からJR旅客各社では規則の解釈・運用が強化され、自転車の露出禁止を厳格化（サドル・ハンドル・タイヤなど一部分でも露出禁止）したため自転車タイヤでの転がし移動も禁止され、また輪行袋以外の袋（ポリ袋・ビニールシートなどの破れやすい袋）での輪行禁止を徹底している。また駅にマナー啓発ポスターが掲示され、「折りたたむか解体して専用の袋に完全に収納。」するものとしており、また「自転車の一部が出ている」状態での輪行を禁じていることが明記されている。

### 私鉄の場合
事業者により取扱が異なる。レジャー用の自転車が無料の場合も、競輪選手の競技用自転車は有料と無料とで対応が分かれる。以下例示。
- JRグループに準じて、専用の袋に格納した場合に限り無料で持ち込める事業者
  - 東急[3]、小田急[4]、東武[5]、西武[6]、江ノ電[7]、つくばエクスプレス[8]、近鉄[9]、名鉄[10]など。いずれも競輪用自転車について、ホームページへの明示はない。
  - 京浜急行電鉄は、自社内は無料だが、相互直通先（泉岳寺以遠）では取扱が異なる。なお、東京都交通局、名古屋市交通局の地下鉄は、有料手回り品切符制度自体がなく、輪行袋に入れていれば持込可能。
  - 上信電鉄[11]・阪急電鉄は、JR同様、アマチュアの輪行は無料だが、競輪選手の輪行は有料となっている[12]。
- 有料手回り品となる事業者
  - わたらせ渓谷鐵道は、1個につき270円。[13]
  - 伊予鉄道は、電車の場合、1個につき270円の手荷物料金が必要となる。バスの場合、乗車区間の小児運賃が必要となる[14]。

### サイクルトレイン
一部の鉄道事業者では、完成車状態での持込を容認する事がある。

### 日本における輪行のマナー
自転車は、新幹線や特急、クロスシートの列車なら、車内の大型手荷物置場や、それがない場合は最後列座席の後ろの空間が置きやすい。輪行の際は、荷物の大きさに注意し、また混雑する時間帯を避ける事など、他の乗客の邪魔にならない事がマナーとされる。自転車を輪行袋に入れる目的の一つも、オイルや泥の周囲への付着防止である。

### 日本国外の事例
日本国外でも多くの場合輪行できるが、状況は国ごとに異なる（サイクルトレインがあるため「輪行」という概念がない場合が多い。）。
特徴的なのは、西ヨーロッパで、自転車を解体せず持ち込める列車が日常的に運行され、路面電車にも積載可能な路線がある。特に、LRT化された路線では、公道からプラットホーム、車両内まで一切の段差がなく、自転車と公共交通を組み合わせた先進的な「交通システム」として、しばしばメディアなどに取り上げられている。対応した車両には、目印として、窓や車両に自転車マークがある。ただし全ての車輌ではなく、専用スペース以外では注意される。
アジアでも、近年の自転車ブームにより、韓国、台湾の地下鉄、捷運では持ち込み可能な路線が増えている。ヨーロッパ同様、解体せずにそのままの持ち込みが可能である。ただし、指定車両（先頭車が多い）、指定場所（新製車では、予め自転車設置場所が設けられている）に限り認められ、また有料である。

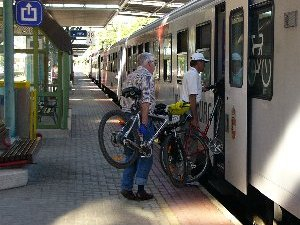
自転車を車内に持ち込む乗客の様子（オーストリア）
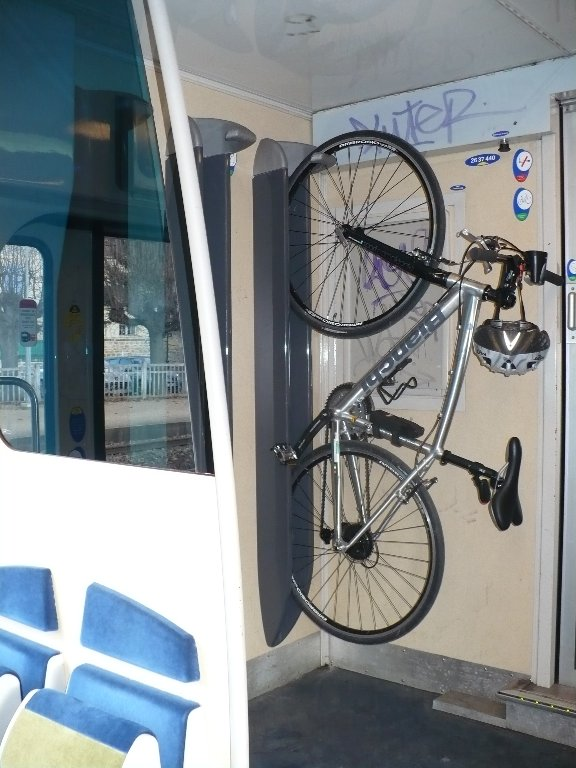
列車内の自転車設置場所（フランス）

## 飛行機による輪行

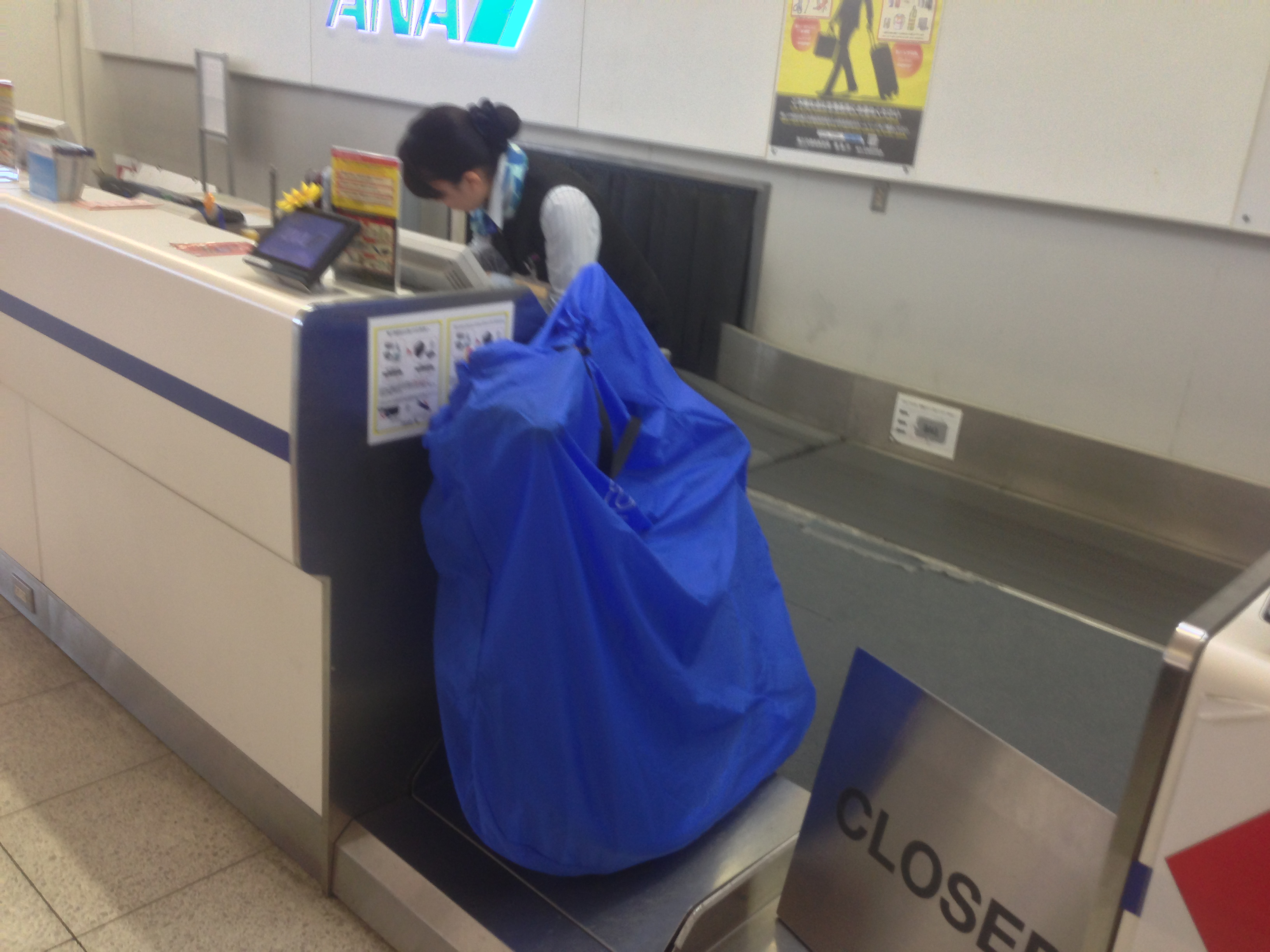
航空機における輪行

飛行機の場合、国内幹線などの中 - 大型機では問題なく輪行できる。しかし、数人、数十人乗りの小型飛行機（リージョナルジェットやコミューター機）を使用している航空会社（アイベックスなど）や主要航空会社のローカル線は、飛行機の荷物収納スペースが小さいため、混雑時は断られる場合がある。いずれも機内持ち込み手荷物にはサイズ制限があるため、搭乗前にカウンターで預けることになる。
国際線の場合も多くの航空会社で輪行できる。輪行袋の場合や、タイヤのみを外した梱包の場合は他の乗客の荷物に傷が付くため拒否される。
自転車を預ける際に壊れても損害賠償を請求しないなどの条件に同意し誓約書を求める航空会社がある。他の乗客の預り荷物で破損する場合もある（特に変速機周辺やブレーキ）。
また、電動アシスト自転車で輪行する場合、駆動用のバッテリーに使用されるリチウムイオン電池が爆発や発火の可能性がある危険物として制限を受けるため、バッテリーだけを予め目的地に送り、自転車本体のみを手荷物として預けるといった手続きが必要となる。

## 船舶での輪行

### フェリーの場合
「輪行」自体はほとんどの航路で可能であるが、取扱の詳細は各社で異なる。手数料は、輪行袋に収納した場合は無料、収納せずに持ち込めば有料となる場合が多い。

#### 折りたたんで専用の袋に収納している状態
手回り品とみなされる場合と、分解せずに航送するのと同様に扱われる場合がある。前者の場合、各社が定める所定の無料手回り品の範囲内で無料と判断されることもあれば、小笠原海運のように超過手回り品（手荷物）となり、料金を徴収されることもある。また、中長距離フェリーなど、客室に大きな荷物を置くスペースがない場合、預かりとなる場合がある。
有料手回り品（手荷物）となる場合も、自走可能な状態で積載する航送と同額になる場合、それより安い（高い）受託手荷物料金になる場合など、判断が分かれる。かつて存在した函館 - 青森間の高速フェリーは手荷物として客室内に持ち込むことができなかった。

#### 分解せず、自走可能な状態で輸送する場合（航送）

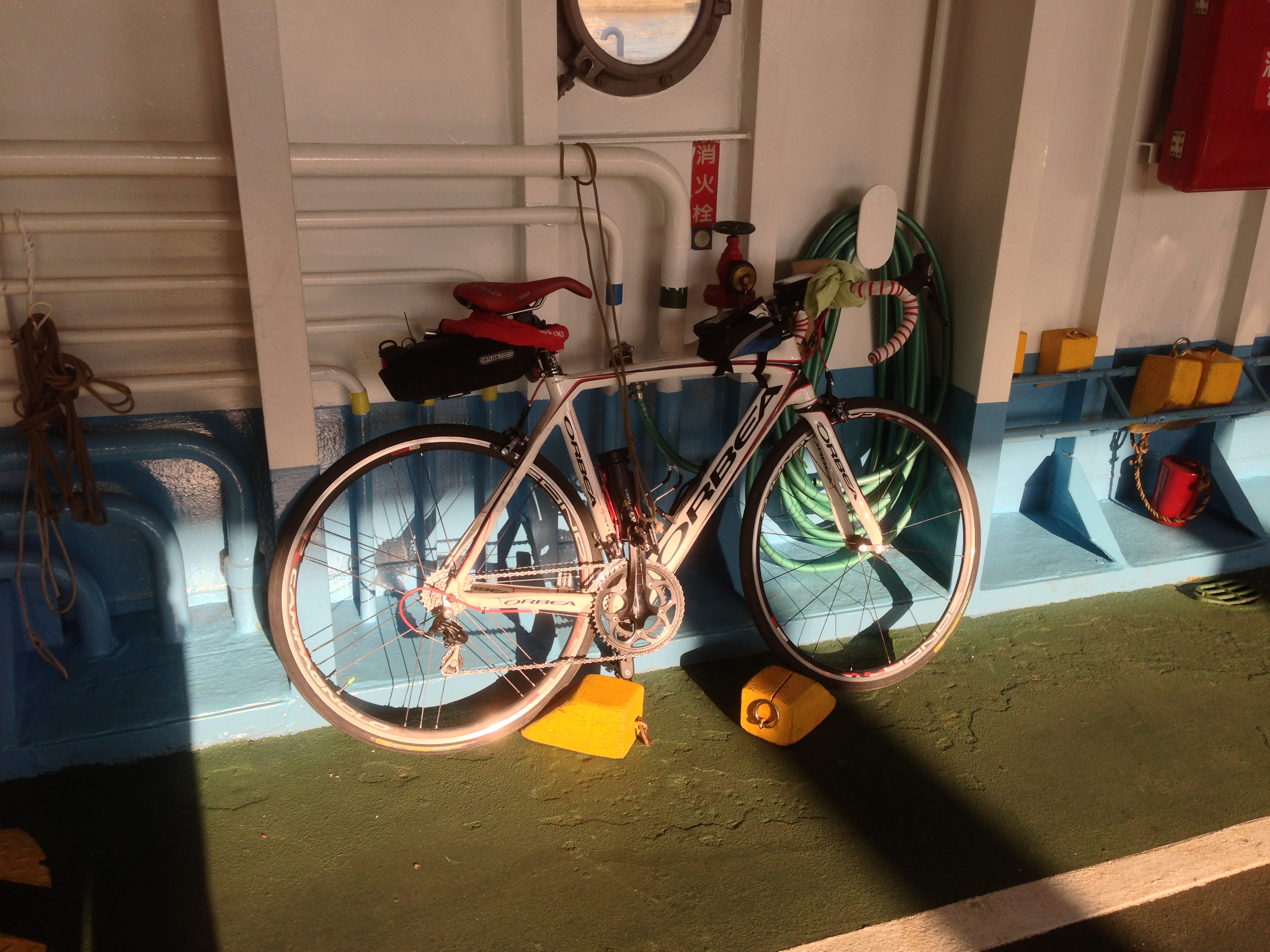
フェリーにおける航送

「車両航送」とみなされ、旅客運賃と別に、自転車航送運賃を支払えば、オートバイ同様、自走可能な状態でフェリーに積み込むことが可能である。その際、航行中に転倒しないように、グリップなどを強く縛ることがあり、その傷についての責任は負わないと明示する例が南海フェリーなどに見られる。また、自転車を含めた二輪車は、通常車両甲板の両側などを使って積載するため、スペースには限りがある。自動車用スペースが空いていても、二輪車の航送が出来ないケースもある。

#### 無人航送
太平洋フェリーなどでは、人が同行しなくても、フェリーターミナル間で、自転車を解体せず運送するサービスがある。規定の航送運賃のほか、ターミナルでの積み下ろしを委託する場合、委託料が必要となることがある。

### 高速船
これも各社対応が分かれる。基本的には、手荷物として客室に持ち込んで輪行する。例外的に、四国や沖縄の離島では分解せず積み込める航路もあるが、別料金が必要なこともあるほか、自転車は海水を浴びることになる。

### 渡し舟
渡し船には、自転車をそのまま持ち込めることが多い。扱いや料金等の詳細はそれぞれ異なる。

## バスでの輪行

### 日本国内
バス走行中は鉄道以上に振動が大きいため、転倒させたり他の乗客・荷物とぶつからないように注意する必要がある。
路線バスでは、『一般乗合旅客自動車運送事業標準運送約款』に準ずる約款を持つバス事業者においては、重量30kg以内・容積0.25m³・長さ2m以内であれば有料手回品になる。市販の輪行袋に収まる自転車であればこれらの条件を満たすので、有料（小児運賃）での輪行が可能である。ただし輪行袋に入れていない、積載スペースが確保できない、車内が混雑している・混雑する可能性があるなどの場合は、断られることがある。なおバス前面のキャリーに自転車を搭載するため輪行袋は不要であったり、自転車積載料金を無料としていたり、折り畳み自転車のみとするバス事業者もある。
またニセコバス・岩手県北自動車・日本中央バス・関東鉄道・神奈川中央交通・南伊豆東海バス・新東海バス・江若交通・両備バス・岡山電気軌道・下電バス・伊予鉄バス・伊予鉄南予バスなどのように、特定路線の特定の便に限り、台数限定で輪行可能としている場合もある。この場合、自転車積載料金を￥100と規定しているバス事業者が多い。
空港連絡バスでは、路線バスと同様に自転車積載料金を有料とするバス事業者もあれば、東京空港交通のように無料としているバス事業者もある。なおトランクルームが付いているバスであっても、輪行を禁止しているバス事業者もある。
高速バスでは路線バスと同様ではあるものの、高速走行時の振動で自転車が破損したり、自転車の突起などが当たってトランクルームや他の荷物を損傷する可能性が高いことから「他の旅客の迷惑となるおそれのある手回品」と判断され、ほとんどのバス事業者で輪行が禁止されている。また車内への持ち込みも同様に禁止されている。
かつての高速バス・高速ツアーバスでは、他の荷物とともにトランクルームに混載・輪行袋に入れる・破損時の補償はしないという条件で輪行可能だった路線や、運転手の裁量で許可されていた例もあったが、関越自動車道高速バス居眠り運転事故を契機に2013年に乗り合いバス制度が改正され、それと同時にほぼ全社で輪行が禁止された。
なお2016年5月現在で輪行が可能な路線は、岩手きずな号（岩手県北自動車）、ブルーライナー（広栄交通バス　販売窓口：ブルーストーク）、アミー号（山一サービス・武井観光・ウエスト観光バス　販売窓口：アミイファクト）、ほの国号豊橋京都線（豊鉄バス）、しまなみサイクルエクスプレス（おのみちバス）、観音寺エクスプレス号・なんごくエクスプレス号（ジェイアール四国バス）。ただし一部路線を除き、事前予約・自転車積載料金が必要で、車内への持ち込みは不可能である。この他に、折り畳み自転車のみ持ち込みを許可しているバス事業者もある。
列車代行バスに乗る場合には、基本的に車内への持ち込みは可能である。またJR東日本のBRT路線では、重量30kg以内・容積0.25m³以内・長さ2m以内であれば手回り品扱いになるため、手回り品を2つまで車内に無料で持ち込むことができる。なおいずれの場合も、輪行袋に入れていない場合や、車内の混雑状況によっては断られることがある。

### 日本国外
アメリカのグレイハウンドなどでも、日本国内とほぼ同様。ただし、運転手の裁量がより大きい。
台湾の国光汽車客運では、既存の高速バス車両を改造し、車内に自転車設置場所を設け、自転車と一緒に移動できる観光バス「IBB」がある。
ハワイのTheBusや、神奈川中央交通、つくば市のコミュニティバスつくバスのように、フロント部分に専用の自転車キャリアを設置している場合、そのまま載せることが可能である。ただし、自転車キャリアの都合上、一台、二台程度しか載せられない。

## 宅配便での輸送
宅配便などの貨物輸送手段を利用するのは、輪行ではなく輸送（運送）であるが、公共交通機関側の制約や、輪行が困難な遠方へのツーリング、レース参加、または緊急避難の場合、代替手段として利用されることがある。梱包条件や料金などは、運送会社により異なる。
日本サイクリング協会はヤマト運輸と提携し、宅急便の基準を超える嵩の荷物の配送に用いられる「ヤマト便」を使った「サイクリングヤマト便」サービスを行っているが、ヤマト運輸の公式サイトには掲載されていない。解体しない場合は「小さな引越し便」扱いとなり、相当な料金が必要となる。
宅急便のサイズ拡大により「サイクリングヤマト便」を含めたヤマト便は2021年10月第1週を以て廃止された。